# Odenwald, Spessart und Südrhön
Das Gebiet Odenwald, Spessart und Südrhön, auch Hessisch-Fränkisches Bergland genannt, stellt eine 5854,4 km² große naturräumliche Haupteinheitengruppe innerhalb des südwestdeutschen Schichtstufenlandes dar und erstreckt sich über die Bundesländer Baden-Württemberg, Bayern und Hessen. Die Großregion 3. Ordnung trägt die Kennziffer 14 (Handbuch der naturräumlichen Gliederung Deutschlands, 1950er Jahre ff) bzw. D55 (BfN 1994) und besteht aus den orographisch voneinander separierten Landschaften Odenwald, Spessart, Südrhön und Büdinger Wald.
Während die beiden erstgenannten Landschaften bekannte Mittelgebirge mit (kleineren) älteren Grundgebirgsanteilen darstellen, bildet die Südrhön einen in der Höhe abfallenden Buntsandstein-Saum um den – von ihr wohlunterschiedenen – Süden der Rhön, der Büdinger Wald in analoger Weise am Vogelsberg.

## Naturräumliche Gliederung
Die Haupteinheitengruppe gliedert sich wie folgt in Haupteinheiten (dreistellig) und Untereinheiten (Nachkommastellen):
- 14 (=D55) Odenwald, Spessart und Südrhön (5854,4 km²)
  - 140 Südrhön (936,5 km²)
    - 140.0 Gemünden-Zeitlofser Wald
    - 140.1 Hammelburger Südrhön
      - 140.10 Schondra-Thulba-Südrhön
        - 140.100 Waizenbacher-Südrhön
        - 140.101 Adelsberger Wald

      - 140.11 Erthaler Kalkberge
      - 140.12 Hammelburger Saaletal

    - 140.2 Östliche Südrhön
      - 140.20 Schönauer Hochfläche
      - 140.21 Nüdlinger Stufenvorland
      - 140.22 Hausen-Ebersbacher Saaletal
      - 140.23 Neustädter Becken

  - 141 Sandstein-Spessart (2091,5 km²)
    - 141.0 Unteres Maintal
      - 141.00 Wörth-Klingenberger Maintal
      - 141.01 Wertheim-Miltenberger Maintal
      - 141.02 Marktheidenfeld-Wertheimer Maintal
      - 141.03 Lohr-Rothenfelser Maintal
      - 141.04 Unteres Taubertal

    - 141.1 Wertheimer Hochfläche
    - 141.2 Oberwittbacher Spessartvorland
    - 141.3 Südöstlicher Sandsteinspessart
    - 141.4 Südwestlicher Sandstein-Spessart
    - 141.5 Nördlicher Sandsteinspessart
    - 141.6 Schlüchterner Becken
    - 141.7 Massenbucher Spessartvorland

  - 142 Vorderer Spessart (266,1 km²)
    - 142.0 Hahnenkamm-Haidkopf-Höhenzug
    - 142.1 Innerer Vorspessart
      - 142.10 Kahlgrund
      - 142.11 Aschaffsenke

  - 143 Büdinger Wald (171,4 km²)
  - 144 Sandstein-Odenwald (1793,3 km²)
    - (144.0 (Blatt Würzburg) s. 144.9)
    - 144.1 Westlicher Kleiner Odenwald[8] (144.1 (Blatt Würzburg) s. 144.8)
    - 144.2 Östlicher Kleiner Odenwald
    - 144.3 Odenwald-Neckartal
    - 144.4 Lohrbacher Vorstufen
    - 144.5 Winterhauch
    - 144.6 Zentraler Sandsteinodenwald[9] (Zentraler Hinterer Odenwald[10], Zertalter Sandstein-Odenwald[8])
      - 144.60[11] Südlicher zertalter Sandsteinodenwald (Neckarseitentäler)
      - 144.61 Östlicher zertalter Sandsteinodenwald (Mainseitentäler)
      - 144.62 Beerfelder Platte
      - 144.63 Würzberger Platte
      - 144.64 Sellplatte
      - 144.65 Wegscheidekamm
      - 144.66 Mossausenke
      - 144.67 Eichelsberge
      - 144.68 Breuberg-Odenwald
      - 144.69 Mümlingtal

    - 144.7 Mudtal (s. Mud)
      - 144.70 Oberes Mudtal
      - 144.71 Unteres Mudtal

    - 144.8 (Blatt Darmstadt) = 144.1 (Blatt Würzburg) Vorland des Hinteren Odenwaldes
    - 144.9 (Blatt Darmstadt) = 144.0 (Blatt Würzburg) Erfatal (s. Erfa)

  - 145 Kristalliner Odenwald (Vorderer Odenwald; 591,6 km²)
    - 145.0 Melibokus-Odenwald
      - 145.00 Melibokusmassiv
      - 145.01 Frankensteinmassiv
      - 145.02 Hochstädter Senke
      - 145.03 Felsbergmassiv
      - 145.04 Neutscher Rücken
      - 145.05 Lautertal
      - 145.06 Oberes Modautal
      - 145.07 Unteres Modautal (Mühltal)
      - 145.08 Trautheimer Wald
      - 145.09 Darmstadt-Bessunger Rücken

    - 145.1 Eichelberg-Odenwald
    - 145.2 Juhöhe-Odenwald
    - 145.3 Weschnitztal
    - 145.4 Tromm-Odenwald
    - 145.5 Krehberg-Odenwald
    - 145.6 Neunkircher-Höh-Odenwald
    - 145.7 Lichtenberger Höhen
    - 145.8 Gersprenztal
    - 145.9 Böllstein-Odenwald

## Gliederung nach LfU
In den 2000er Jahren hat das Bayerische Landesamt für Umwelt (LfU) eine landesinnere, etwas gröbere Gliederung der betreffenden Haupteinheiten durchgeführt, die die Einzelblätter nicht besonders beachtet. Die Außengrenzen der Haupteinheiten weichen indes nur in Details von denen der Einzelblätter ab. Die Untereinheiten werden durch nachgestellte Buchstaben differenziert; da einige von ihnen zudem nicht einfach zusammenhängend sind, wurden sie nochmal durch nachgestellte Zahlen differenziert, welche der Reihenfolge der Pfade im shp-File von LfU folgt, die jedoch keine expliziten Nummern und Namen erhalten hatten:
- 14 Odenwald, Spessart und Südrhön
  - 140-A Neustadt-Gemündener Saaletal[13] (37,59 km²)
  - 140-B Hochflächen der Südrhön, 4 Segmente:
    - 140-B1 Seifriedsburger Südrhön (55,24 km²)
    - 140-B2 Linker Saaletalrand zwischen Elfershausen und Hammelburg (3,21 km²)
    - 140-B3 Südöstliches Neustädter Becken, Nüdlinger Stufenvorland und linker Saaletalrand zwischen Kissingen und Elfershausen (66,34 km²)
    - 140-B4 Hochflächen der Südrhön (Hauptteil, rechts der Saale) (735.25 km²)

  - 141-A Sandsteinspessart, 2 Segmente:
    - 141-A1 Sandsteinspessart (Hauptteil) (918 km²)
    - 141-A2 Zeitlofser Sinntal und Kälberberg (auf Blatt Schweinfurt knapp in der Südrhön) (7,37 km²)

  - 141-B Westliche Spessarthochstufe (72,64 km²)
  - 141-C Mainaue im Buntsandstein (von oberhalb Gemündens bis Klingenberg) (50,14 km²)
  - 141-D Talhänge des Mains und seiner Zuflüsse, 4 Segmente:
    - 141-D1 Linke Talhänge von oberhalb Gemündens bis unterhalb Marktheidenfelds (70,98 km²)
    - 141-D2 Rechte Talgänge oberhalb Gemündens (3,18 km²)
    - 141-D3 Rechte Talhänge von Gemünden bis Aschaffenburg (207,14 km²)
    - 141-D4 Talhang zwischen Fränkischer Saale und Sinn bei Gemünden (0,94 km²)

  - 142 Vorderer Spessart (274 km²)
  - 144-A Sandsteinodenwald, 4 Segmente:
    - 144-A1 Kirchzeller Sandsteinodenwald (138,24 km²)
    - 144-A2 Laudenbach-Wörther Sandsteinodenwald  (8,48 km²)
    - 144-A3 Sellplatte (7,69 km²)
    - 144-A4 Buchberg (Nordteil Sellplatte) (0,96 km²)

  - 144-B Östliches Odenwaldvorland, 4 Segmente:
    - 144-B1 Guggenberger Höhe (406 m) (4,02 km²)
    - 144-B2 Schippacher Odenwaldvorland (37,50 km²)
    - 144-B3 Neunkircher Odenwaldevorland (17,92 km²)
    - 144-B4 Wannenberg (482 m) unmittelbar nordöstlich Bürgstadts (3,52 km²)

  - 144-C Talhänge des Mains und seiner Zuflüsse (154,18 km²)